# Martin Emmrich
Martin Emmrich (17 de diciembre de 1984) es un tenista profesional alemán, no se conoce mucho de este jugador

## Carrera
Participa principalmente en el circuito ATP Challenger Series y sobre todo en modalidad de dobles. Es el hijo de Thomas Emmrich, un extenista alemán que jugó representando a Alemania Oriental. 
Juega con un revés a dos manos,empezó a jugar al tenis a los seis años. Sus superficies favoritas son las pistas de hierba y duras ya que utiliza mucho el saque y volea. Su torneo favorito es Wimbledon. Desde el año 2008 es entrenado por Karsten Saniter en Solingen, Alemania.
Ha ganado hasta el momento 17 títulos todos ellos en la modalidad de dobles.De estos 17 títulos, 3 corresponden a la categoría ATP World Tour mientras que los otros 14 a la ATP Challenger Series

## Títulos; 17 (0 + 17)
| Leyenda                        | Individuales | Dobles |
| ------------------------------ | ------------ | ------ |
| Grand Slam (tenis)\|Grand Slam | 0            | 0      |
| ATP World Tour Finals          | 0            | 0      |
| ATP World Tour Masters 1000    | 0            | 0      |
| ATP World Tour 500 Series      | 0            | 0      |
| ATP World Tour 250 Series      | 0            | 3      |
| ATP Challenger Series          | 0            | 14     |

### Dobles

#### ATP World Tour
| N.º | Fecha      | Torneo               | Superficie    | Compañero       | Oponentes en la final            | Resultado      |
| --- | ---------- | -------------------- | ------------- | --------------- | -------------------------------- | -------------- |
| 1.  | 21.10.2012 | Torneo de Viena      | Dura (i)      | Andre Begemann  | Julian Knowle Filip Polášek      | 6-4, 3-6, 10-4 |
| 2.  | 25.05.2013 | Torneo de Düsseldorf | Tierra batida | Andre Begemann  | Treat Conrad Huey Dominic Inglot | 7-5, 6-2       |
| 3.  | 03.08.2013 | Torneo de Kitzbühel  | Tierra batida | Christopher Kas | František Čermák Lukáš Dlouhý    | 6-4, 6-3       |

#### ATP Challenger Series
| N.º | Fecha      | Torneo                        | Superficie    | Compañero          | Oponentes en la final                    | Resultado        |
| --- | ---------- | ----------------------------- | ------------- | ------------------ | ---------------------------------------- | ---------------- |
| 1.  | 09.11.2009 | Challenger de Charlottesville | Dura (i)      | Andreas Siljestrom | Dominic Inglot Rylan Rizza               | 6-4, 3-6, 11-9   |
| 2.  | 14.11.2009 | Challenger de Knoxville       | Dura (i)      | Andreas Siljestrom | Raven Klaasen Izak van der Merwe         | 7–5, 6–4         |
| 3.  | 12.09.2010 | Challenger de Génova          | Tierra batida | Andre Begemann     | Brian Battistone Andreas Siljeström      | 1-6, 7-63, 10-7  |
| 4.  | 03.10.2010 | Challenger de Cali            | Tierra batida | Andre Begemann     | Gero Kretschmer Alex Satschko            | 6-4, 7-65        |
| 5.  | 28.11.2010 | Challenger de Helsinki        | Dura (i)      | Dustin Brown       | Henri Kontinen Jarkko Nieminen           | 7-617, 0-6, 10-7 |
| 6.  | 26.06.2011 | Challenger de Marburgo        | Tierra batida | Björn Phau         | Federico Delbonis Horacio Zeballos       | 7-63, 6-2        |
| 7.  | 03.07.2011 | Challenger de Braunschweig    | Tierra batida | Andreas Siljestrom | Olivier Charroin Stéphane Robert         | 0-6, 6-4, 10-7   |
| 8.  | 16.10.2011 | Challenger de Rennes          | Dura          | Andreas Siljestrom | Kenny de Schepper Édouard Roger-Vasselin | 6-4, 6-4         |
| 9.  | 26.11.2011 | Challenger de Helsinki        | Dura          | Andreas Siljeström | James Cerretani Michal Mertiňák          | 6-4, 6-4         |
| 10. | 07.04.2012 | Challenger de Tallahassee     | Dura          | Andreas Siljeström | Artem Sitak Blake Strode                 | 6-2, 7-64        |
| 11. | 09.09.2012 | Challenger de Génova          | Tierra batida | Andre Begemann     | Dominik Meffert Philipp Oswald           | 6-3, 6-1         |
| 12. | 22.09.2012 | Challenger de Szczecin        | Tierra batida | Andre Begemann     | Tomasz Bednarek Mateusz Kowalczyk        | 3-6, 6-1, 10-3   |
| 13. | 12.10.2012 | Challenger de Tashkent        | Dura          | Andre Begemann     | Rameez Junaid Frank Moser                | 6-72, 7-62, 10-8 |
| 14. | 10.05.2013 | Challenger de Roma-2          | Tierra batida | Andre Begemann     | Philipp Marx Florin Mergea               | 7-64, 6-3        |

### Finalista en dobles

#### ATP World Tour
| N.º | Fecha      | Torneo                     | Superficie    | Compañero          | Oponentes en la final           | Resultado      |
| --- | ---------- | -------------------------- | ------------- | ------------------ | ------------------------------- | -------------- |
| 1.  | 06.05.2012 | Torneo de Belgrado         | Tierra batida | Andreas Siljeström | Jonathan Erlich Andy Ram        | 6-4, 2-6, 6-10 |
| 2.  | 06.01.2013 | Torneo de Chennai          | Dura          | Andre Begemann     | Stanislas Wawrinka Benoît Paire | 2-6, 1-6       |
| 3.  | 22.06.2013 | Torneo de 's-Hertogenbosch | Hierba        | Andre Begemann     | Max Mirnyi Horia Tecău          | 3-6, 6-74      |
| 4.  | 24.05.2014 | Torneo de Düsseldorf       | Tierra batida | Christopher Kas    | Santiago González Scott Lipsky  | 5-7, 6-4, 3-10 |